# Klein Oesingen
Klein Oesingen ist ein Ortsteil der Gemeinde Groß Oesingen im Landkreis Gifhorn in Niedersachsen.

## Geographie und Verkehrsanbindung
Klein Oesingen liegt im Norden des Landkreises Gifhorn, rund zwanzig Kilometer von der Kreisstadt Gifhorn entfernt.
Durch Klein Oesingen verläuft die Kreisstraße 87, die hier als Lindenallee bezeichnet wird. Die Kreisstraße 87 beginnt in Groß Oesingen an der Bundesstraße 4 und verläuft über Klein Oesingen, Lingwedel, Langwedel bis nach Oerrel, wo sie an der Kreisstraße 7 endet. Eine Nebenstraße führt von Klein Oesingen nach Mahrenholz.
Linienbusse fahren von Klein Oesingen bis nach Groß Oesingen, Hankensbüttel, Steinhorst, Ummern, Wahrenholz und Wesendorf.

## Geschichte
Die erste bekannte Erwähnung von Klein Oesingen datiert auf das Jahr 1306, ein Gedenkstein erinnert daran.
In der Franzosenzeit gehörte Klein Oesingen zum Distrikt Celle im Departement der Aller des Königreichs Westphalen. 1885 wurde der Kreis Isenhagen gegründet, dem Klein Oesingen angehörte.
1910 hatte Klein Oesingen 70 Einwohner. Im Ersten Weltkrieg verloren von 1914 bis 1916 vier Männer aus Klein Oesingen ihr Leben. 1932 wurde der Kreis Isenhagen wieder aufgelöst, seitdem gehört Klein Oesingen zum Landkreis Gifhorn. Der Zweite Weltkrieg forderte von 1942 bis 1949 vierzehn Opfer aus Klein Oesingen. Die Namen der gefallenen Soldaten beider Weltkriege sind auf dem Kriegerdenkmal in Klein Oesingen verzeichnet.
Nach 1945 entstanden in Klein Oesingen nur wenige Neubauten, so dass der Ort bis heute landwirtschaftlich geprägt ist.
2014 wurde das „Gutshotel Südheide“ geschlossen und zum „Seniorengut Sonnenheide“ umgewandelt, und eine zuvor in Schönewörde ansässige, 2010 gegründete Senioren-Wohngemeinschaft bezog das Haus. Ein ortsansässiger Ambulanter Pflegedienst steht für die Bewohner zur Verfügung.

## Infrastruktur

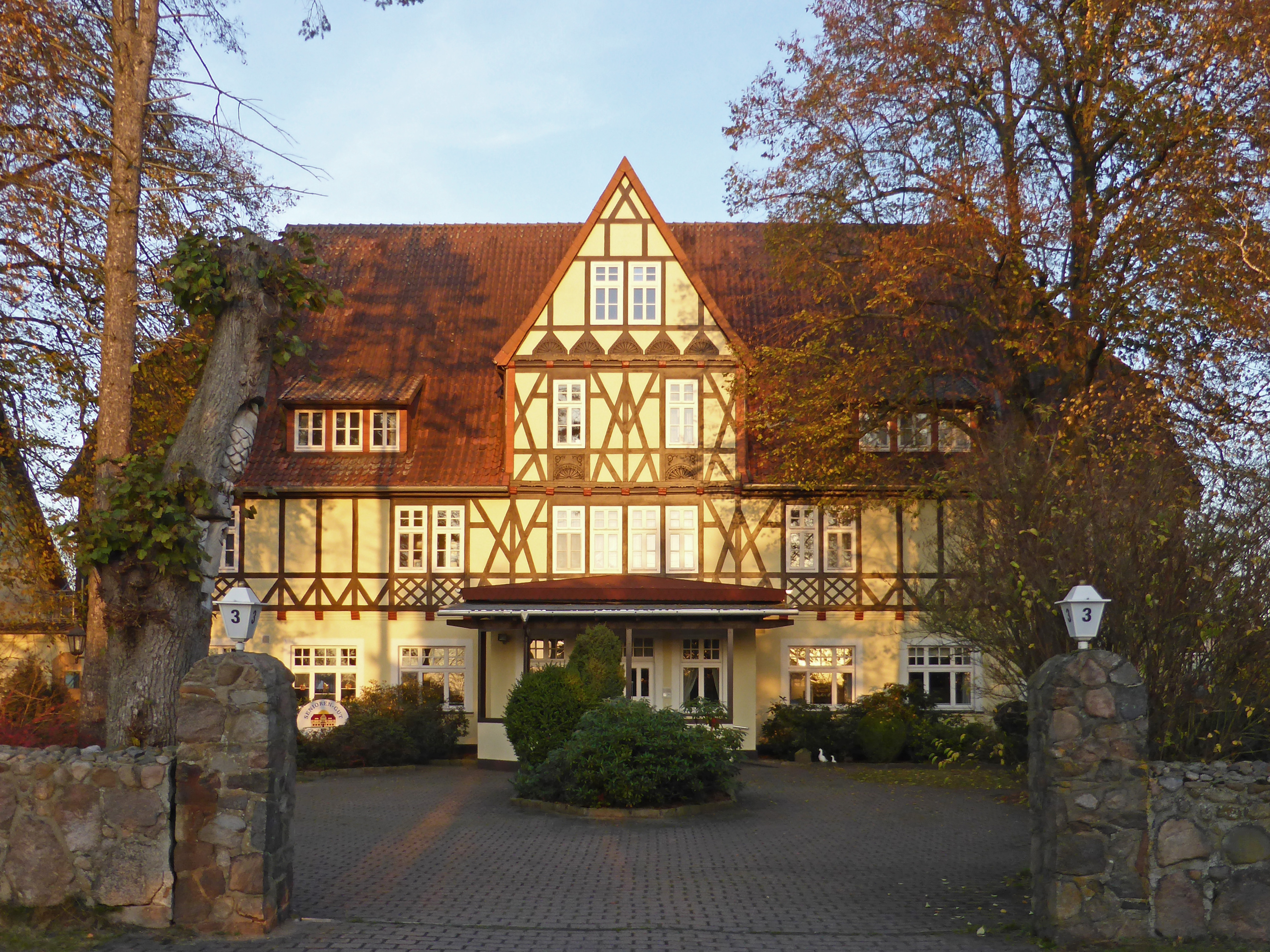
Seniorengut Sonnenheide

Zur Infrastruktur von Klein Oesingen gehört ein Postbriefkasten. Für Kinder steht ein Spielplatz zur Verfügung, für Senioren eine betreute Wohngemeinschaft. Einkaufsmöglichkeiten des täglichen Bedarfs und Gastronomie sind in Klein Oesingen nicht vorhanden.
Unter Denkmalschutz steht als Baudenkmal das Hauptgebäude des Seniorengutes Sonnenheide.
Eine Kirche ist in Klein Oesingen nicht vorhanden. Evangelisch-lutherische Einwohner Klein Oesingens gehören zu den Kirchengemeinden in Groß Oesingen, Katholiken gehören zur Pfarrei Wittingen mit der nähergelegenen Filialkirche Mariä Himmelfahrt (Wesendorf).